# Sumugan
Sumugan o Shumugan fue un dios de la antigua Mesopotamia, de los llanos y ríos y "rey de la montaña". Fue puesto a cargo, por Enki, de las planicies aluviales de la mesopotamia del sur, y a cargo de la vida animal y vegetal en dicha zona. También se conoce como dios del ganado, en el reino de Ereshkigal.